# 电信诈骗

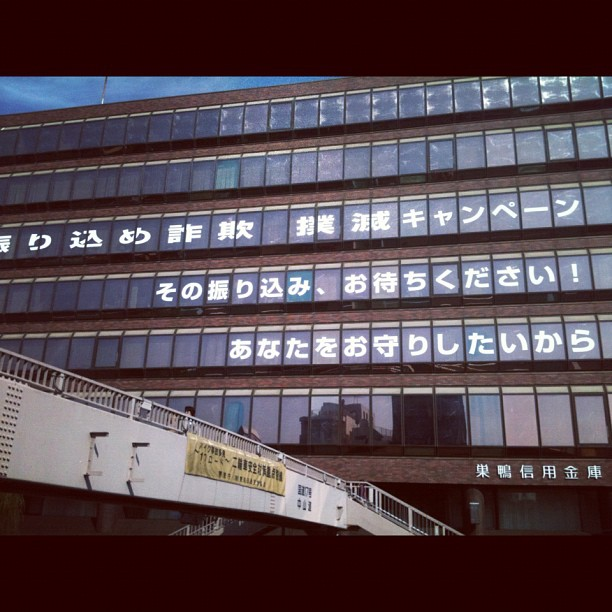
日本一間銀行外防電信詐騙標語

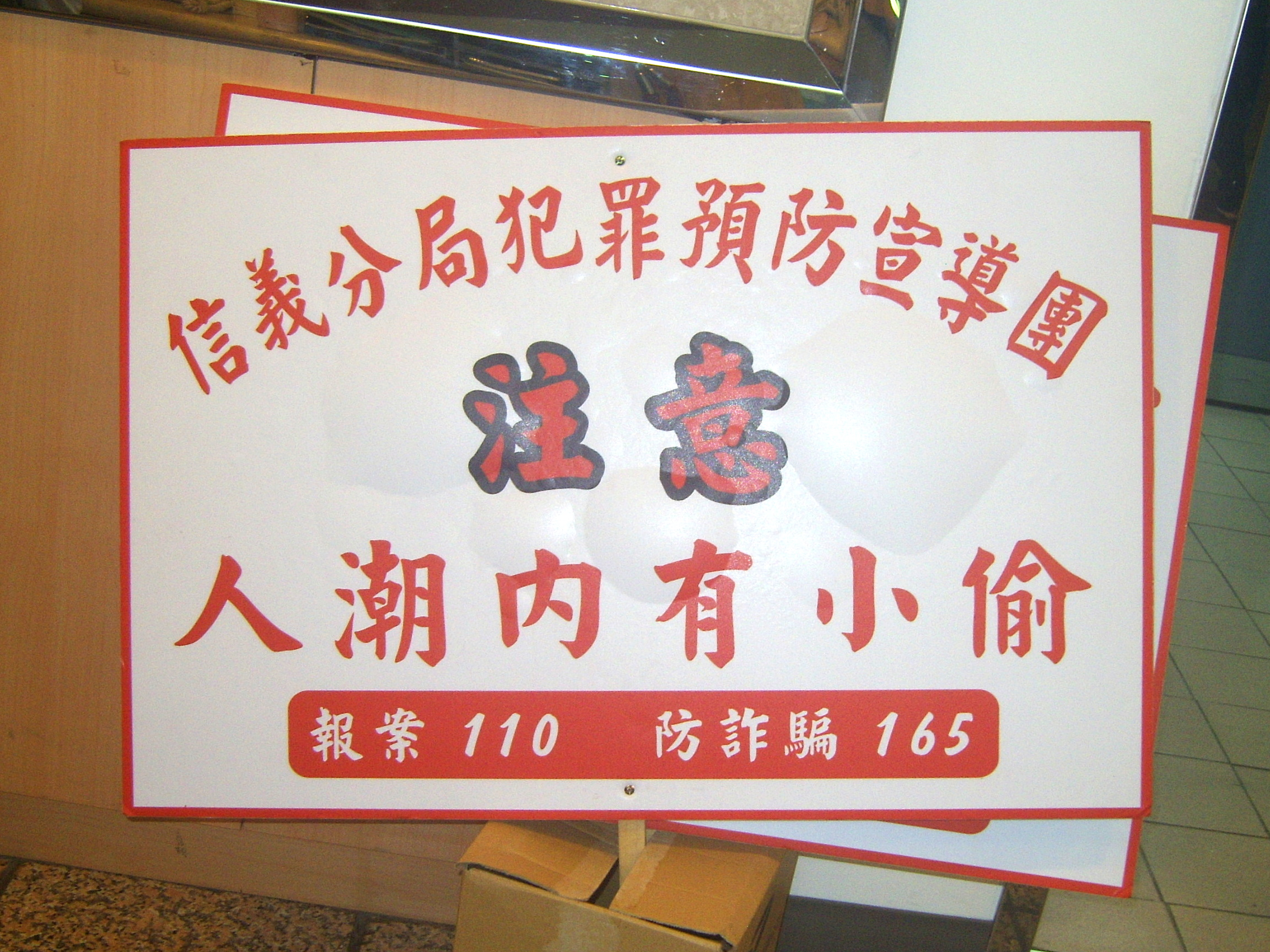
台北信義分局的防騙專線165

電信詐騙是以通过电话、短信以及互联网連絡作為主要手段的詐騙案件，主要意在获取被害人的财产或者身份证、银行账户等隐私信息。

## 常见手法
- 通過亂碼隨機猜測電子郵件後，有電信詐騙犯嘗試偽裝成社交网站官方向被害人的電郵信箱投放垃圾邮件（SPAM），詐騙集團藉此騙取使用者的個人資料，俗稱網路釣魚，真正的社交网站应该不會使用這種方式通知用戶。
- 通知被害人中獎了，但若要领奖事主必須先匯出稅費，然後才能拿到奖金。
- 猜猜我是谁：假冒被害人的親友、同事、客户等关系人，要求被害人交出財物，或存錢入騙徒指定的银行账户；
- 通過電話或网络訂貨，以空殼公司或虚假身份收貨，獲付款信用期記賬，到期拒付或失踪；
- 冒充銀行推銷電話，推介借貸服務，當有人上釣，就會被要求到「財務中介」填寫、簽署大量繁複文件，借款人本金扣除中介「手續費」後所餘無幾，卻要承擔高額還款，即變種高利貸。
- 冒充公检法，通过电话或短信冒充自己是政府机构、银行、警察局、法院、检察院、大使馆等公共机构，谎称被害人卷入了刑事案件，需要将对方的财产转入某一特殊账户进行财产保全，并威胁恐吓其不得将该情况和任何第三者透露，利用受害人对公共机构的高度信任，诱骗其将钱转账或汇入诈骗集团的银行账户内。[1]
- 透過社交媒體結識異性，當雙方建立友誼或網上情侶關係後，騙徒假稱有禮物寄給她，要求提供地址，再假扮速遞公司職員要求支付關稅等各种费用[2]。
- 重金求子：骗子自称为丈夫失去生育能力的富婆，希望被害人能帮助其实现“做母亲的梦想”并许诺事成后给予重金感谢，当受害人联系骗子后，骗子会要求其先支付律师费、保证金等各种费用才能与之见面。
- 利用虚假的招嫖广告进行诈骗，2014年东莞扫黄事件后，中国取缔色情场所，加之中国男女比例男多女少，天价彩礼盛行。[3]，剩男无法满足性欲（一般是无能力娶妻的底层民众)[4]，使得虚假的招嫖广告诈骗有机可乘，骗子大量分发印有露骨文字和性感照片的“招嫖”小卡片，扫描了卡片上的二维码，链接直接跳转到了一款App的下载地址，然后会有假客服来联系。对方以能够约到美女为由，诱导用户进行充值转账。[5]无二维码的虚假招嫖广告诈骗方式是，当受骗者打电话过去，骗子以第一次交易为由要求先汇服务费，让受骗者往对方指定的账户里打入一定的金额。然后要求再次汇款作为保证金，并称见面退还，但只要打入金额之后，对方的电话就关机或停机。
- Wangiri，源自日文：ワン切り，意为一响即挂断。受害人會收到來自外地的長途來電，接通電話後對方馬上收綫，市民一旦回撥，將被來電者的電訊公司索取高昂的長途電話費用。[6]
- 通过假冒手机网贷软件，以“利率低，无抵押，下款快”的噱头吸引急需用钱的被害人，随后在后台修改被害人提供的银行卡号，要求提供一笔数额不小的“解冻”资金，提供后再以各种理由索取各种费用，但直到最后也不会真正放款[7]。
- 冒充金融机构，诈称被害人曾经有一笔校园贷，并提供可以以假乱真的信息，要求被害人向指定账户转入多笔费用来消除这笔贷款，但本来就不存在的校园贷自然不可能消除，所有的费用都进入了骗子的钱包[8]。
- AI語音詐騙，隨著AI語音發展，有詐騙集團在網上取得受害人家屬音頻後，以AI合成家屬聲音再以電話恐嚇受害人付款[9]。由於AI語音能合成相似度高的聲音，讓以往的詐騙方式更易成功。
- 裸聊骗局。先用暴露自拍在各大社交媒体发布吸引用户，加上好友之后以可不可以帮忙点赞，帮忙点个订阅等理由，诱导用户下载并用手机号注册电诈软件，由此获取用户相册与通讯录信息。在此之后，同用户进行视频裸聊，并拍下用户裸体照片。以此威胁用户转账，否则将裸体照片发给通讯录好友，从此获利。一般情况，电诈分子并不会信守承诺，会一直索要钱财，所以遇到此类情况，最好的解决办法就是置之不理。

## 技术
犯罪分子为了隐藏自己的身份，通常在境外使用网络电话进行呼叫使警方难以追踪，犯罪分子还会使用改号软件修改来电显示号码来以假乱真，短信诈骗的犯罪分子则会使用伪基站向周边的手机用户发送短信以绕过运营商的拦截。

## 氾濫情況
台灣警政署的資料顯示2017年的全台詐騙犯罪中有約45%是電信詐騙類，約1萬700件，也引起是否罪刑過輕的討論許多人只被關兩三年就出來。而人口1.2億的日本依2018年資料顯示有1.6萬件，破案抓獲的嫌犯約2747人，也不能說不低且還是有大量逃犯在逃，另一方面被銀行人員或警察發現異常而及時阻止的案件有1.4萬多件，2019年發生有36名日本人組織的詐騙團體在菲律賓透過跨國合作被捕，抓捕跨國電信機房難題透過多國警力協調的模式成為趨勢。
香港警務處表示，2018至2019年共接獲1,190宗網上情緣騙案，共涉款逾6.7億元；2020年首季184宗，損失金額共約362萬元；2020年1至8月有約10500宗，比2019年同期上升約一倍。
仅2020年，中国电信网络诈骗案件涉及的财产损失，就已经达到了353.7亿元。2021年1月至4月，中国浙江省共破获电信网络诈骗案件1.18万起。2021年中国近13万人被诉帮信罪 已成电诈链条第一大罪，同比上升超8倍。2021年全年，中国紧急拦截涉案资金3265亿元人民币，拦截诈骗电话15.5亿次、诈骗短信17.6亿条，避免2800余万名群众受骗。中国电信诈骗所涉及资金数和被害人规模令人吃惊。2022年中国累计拦截涉诈电话18.2亿次。

## 防范方式
不管犯罪分子的诈骗手段如何复杂，其最终目的多數都指向了用户的财产，因此在接到此类电话时，要多问几个为什么，多调查核实，就会发现事情的真相；另外对于对方提出的转账要求，千万不要轻信。遇到疑似詐騙電話，請立即掛斷電話，以策安全。一些地區會提供反電信詐騙專線，如對來電或者短信有懷疑，可以致電相应号码进行求证（如：中国内地的96110、香港的18222熱線與反詐騙協調中心、台灣的165反詐騙諮詢專線），也可以直接撥打當地警方的緊急求救電話，如110、999等。有时96110会抢在诈骗电话之前先行通知可能遭遇诈骗电话的市民或其家人。公检法等公共机构若要采取法律行动，通常会直接采取强制措施或者上门或邮寄书面材料，若接到电话或短信称要进行“笔录”或“调查”，多半是诈骗行为。如自稱政府或銀行等機構，可要求對方提供所屬地點發電話，於相關單位的官方資訊核對後再致電相關單位確實資訊。
由於不少受害人為殘疾人士，協助聾人的慈善機構「龍耳」收到不少受害人求助，均涉及網上情緣騙局，該機構創辦人邵日贊表示，聾人感情世界率直，很珍惜朋友，較容易輕信對方，令騙徒有機可乘。協助工黨主席郭永健認為，警方在發佈防騙資訊上，對聾人較為缺乏，促加強宣傳，如提供手語短片等，多向聾人講解騙徒手法。
對於以AI假扮身邊人的電話詐騙，有專家表示只要電話中的聲音出現以下3種跡象，很有可能是AI偽造出來的語音人聲，建議大家再三確認，盡早察覺破綻避免被騙：
1. 有長時間停頓和聲音失真的跡象
2. 令人出乎意料的轉帳要求
3. 要求對方提供更多資料佐證消息虛實

## 案例
据红星新闻的报道，2021年7月4日，中国大陆长沙的大学生江仪（化名）近日收到一个“银联总行工作人员”的陌生来电，告知她的银联账户已欠了数万元，要求她点开网络链接立即转账到一个银行账户上。对方为博得信任，先行给她的支付宝转了3100元，要她将剩余部分一起转入到对方账户。江仪怀疑是电信诈骗，一边稳住对方，一边往银行赶。对方一听江仪不转钱过来，急红了眼，威胁要告她让她坐牢。在银行，工作人员告诉她骗子是没办法让她坐牢的。
台灣曾經發生過有關於健保卡或電話卡欠費的電信詐騙事件。不法分子冒充中央健保署或中華電信的工作人員，向受害者打電話或發短信謊稱：「您的健保卡使用違規異常，請按9由專人為您說明……」或「您的帳單已經逾期未繳尚未收到您的繳款，本公司將立即停機，請立即繳款，如有疑問請按9轉客服……」等等詐騙話術，造成許多人上當受騙。中央健保署和中華電信隨後分別發佈聲明呼籲民眾警惕該類型的電信詐騙。

## 打击电诈
2022年初，中柬义工队在柬埔寨诈骗窝点救出60多个未成年人，其中最小的仅14岁，却已被迫提供性服务1年，且已怀孕数月。这帮人中贵州人最多，达14人。他们中一半以上的人没有任何收入。 2022年9月14日，菲律宾警方于离案网络博彩公司解救出43名被贩卖奴役的中国公民，9月17日又解救出231名中国公民。 2023年5月4菲律宾警方解救出1090名网络诈骗的"工作人员"，这些人被贩卖至此，被囚禁并被迫从事网络诈骗，推销虚假的加密货币投资。受害者大多来自中国、越南、菲律宾和印度尼西亚。12名网络诈骗头目中包括7名中國人、4名印度人和1名馬來西亞人。

## 外部連結
- 电信诈骗预警提示-中国移动 （页面存档备份，存于）（简体中文）
- 內政部警政署165全民防騙網（页面存档备份，存于）（繁體中文）